# Of Montreal
Of Montreal je američki indie pop sastav koji je osnovao Kevin Barnes. Dio su mlađe generacije glazbenika Elephant Six Collectivea.

## Diskografija

### Studijski albumi
- 1997. Cherry Peel (Bar/None Records)
- 1998. The Bedside Drama: A Petite Tragedy (Kindercore Records)
- 1999. The Gay Parade (Bar/None Records)
- 2001. Coquelicot Asleep in the Poppies: A Variety of Whimsical Verse (Kindercore Records)
- 2002. Aldhils Arboretum (Kindercore Records)
- 2004. Satanic Panic in the Attic (Polyvinyl)
- 2005. The Sunlandic Twins (Polyvinyl)
- 2007. Hissing Fauna, Are You the Destroyer? (Polyvinyl, #72 SAD)
- 2008. Skeletal Lamping (Polyvinyl, #38 SAD)

## Vanjske poveznice
- Službena stranica